# Tah pěšcem
Tah pěšcem (v originále Pawn Sacrifice) je americký životopisný film z roku 2014 o šachovém velmistrovi a jedenáctém mistru světa Bobby Fischerovi. Sleduje Fischerovu výzvu proti nejlepším sovětským šachovým velmistrům během studené války, která vyvrcholila na mistrovství světa v šachu v roce 1972 zápasem proti Borisovi Spasskému v Reykjavíku na Islandu. Režisérem filmu je Edward Zwick, scénář napsal Steven Knight a v hlavních rolích se představili Tobey Maguire jako Fischer, Liev Schreiber jako Spassky, Lily Rabe jako Joan Fischer a Peter Sarsgaard jako William Lombardy.
Film měl světovou premiéru na Mezinárodním filmovém festivalu v Torontu v září 2014. Získal vesměs pozitivní recenze a mnoho kritiků chválilo Maguireův herecký výkon. Celosvětově ale vydělal pouze 5 milionů dolarů, přičemž jeho náklady činily 19 milionů.

## Děj
Životopisný snímek vypráví příběh o první polovině života legendárního šachového velmistra Roberta Jamese Fischera, který vyrostl ze zázračného dítěte v geniálního šachistu. Děj filmu vrcholí zápasem o titul mistra světa v roce 1972. Jejich šachová partie byla vnímána jako prestižní společenský souboj mezi Spojenými státy americkými a Sovětským svazem. Na vrcholu studené války byla sovětská dominance ve světovém šachovém šampionátu využívána k propagandistickým účelům jako důkaz nadřazenosti komunistického systému nad americkou demokracií. Americký prezident Richard Nixon a ministr zahraničí Henry Kissinger pozorně sledovali a podporovali Fisherovy úspěchy.
V islandském Reykjavíku se sešli reportéři a fanoušci z celého světa, aby byli svědky historického zápasu o mistra světa v šachu mezi Fisherem a Spasskym. Fisher prohrává první partii a nedostaví se k druhé, kterou prohrává kontumačně. Snadno ho rozptylují drobné zvuky z hlediště, bzučení kamer a tvrdý zvuk šachovnice, což ho vede k extrémním požadavkům na ticho a méně rušivých vlivů, což by mohlo způsobit další kontumaci. Spasskij, uražený možností udržet si titul kontumačně, nařizuje sovětskému doprovodu, aby Fisherovým požadavkům vyhověl. Díky nekonvenční taktice vyhrává Fisher třetí partii. Čtvrtá končí remízou, ale Fisher vyhrává pátou partii. V šesté partii použije zahájení, které nikdy předtím nehrál, a překvapí tak publikum i Spasského, který se vzdává a ve stoje tleská Fisherovu vítězství.
Film také ukazuje, jak byl Fischerův šachový talent provázen hlubokou paranoiou, obsesemi a psychickou nestabilitou. Po skončení šampionátu se Fischer stal celebritou, ale překvapivě odešel do předčasného důchodu. Jeho bludy se zhoršovaly a v roce 2008 zemřel na Islandu jako uprchlík před americkou justicí.

## Obsazení
| Herec                    | Role                          |
| ------------------------ | ----------------------------- |
| Tobey Maguire            | Bobby Fischer                 |
| Seamus Davey-Fitzpatrick | dospívající Bobby Fischer     |
| Aiden Lovekamp           | mladý Bobby Fischer           |
| Liev Schreiber           | Boris Spassky                 |
| Lily Rabe                | Joan Fischer                  |
| Sophie Nélisse           | mladá Joan Fischer            |
| Peter Sarsgaard          | William Lombardy              |
| Michael Stuhlbarg        | Paul Marshall                 |
| Robin Weigert            | Regina Fischer                |
| Conrad Pla               | Carmine Nigro                 |
| Evelyne Brochu           | Donna                         |
| Katie Nolan              | Maria                         |
| Edward Zinoviev          | Efim Geller                   |
| Efim Geller              | hlavní rozhodčí Lothar Schmid |
| Ilia Volok               | agent KGB                     |

## Název filmu
V šachu znamená pawn sacrifice (obětování pěšce) strategický tah, při kterém hráč záměrně obětuje pěšce, aby získal výhodnější pozici nebo vyprovokoval protivníka k chybě. Během studené války byly šachy zbraní v ideologickém boji mezi Západem a Východem.
Režisér Edward Zwick uvedl k názvu filmu: „Máte Henryho Kissingera a Richarda Nixona, kteří telefonují s Bobby Fischerem a máte Brežněva a agenty KGB, kteří sledují Borise Spasského. Oba tito muži byli pěšáky vlastního národa.“